# Бичковський Олександр Федорович
Олександр Федорович Бичковський (30 серпня 1899, село Яновка, нині Острозький район, Рівненська область — 9 жовтня 1984, Київ) — радянський військовий діяч, генерал-майор (1941 рік).

## Початкова біографія
Олександр Федорович Бичковський народився 30 серпня 1899 року в селі Янівка нині Острозького району Рівненської області.

## Військова служба

### Перша світова і громадянська війни
У січні 1916 року був призваний до лав Російської імператорської армії і рядовим спрямований в 36-й запасний піхотний полк, дислокований в Полтаві. З травня служив в 405-му піхотному Льговському і 614-му піхотному полках, в складі яких брав участь в бойових діях на Південно-Західному фронті в чинах рядового і молодшого унтер-офіцера.
У червні 1917 року після закінчення 1-ї школи прапорщиків в Катеринодарі був призначений на посаду молодшого унтер-офіцера підготовчої команди школи прапорщиків, в жовтні — на посаду юнкера 1-ї школи прапорщиків в Києві і Катеринодарі, а в листопаді — на посаду вахмістр кулеметної команди Черкеського кінного полку.
У липні 1920 року Бичковський вступив до лав РСЧА і направлений в 4-у кавалерійську дивізію (1-ша Кінна армія), в складі якої брав участь у боях на Південно-Західному і Західному фронтах радянсько-польської війни, а також в наступі на Львівському напрямку і в районі Замостя.
У жовтні 1920 року червоноармійцем ескадрону летючої пошти і командиром взводу резервного ескадрону дивізії воював на Південному фронті проти військ під командуванням генерала П. Н. Врангеля в Північній Таврії і Криму, а в листопаді-грудні — проти військ під командуванням М. І. Махно в Україні.

### Міжвоєнний час
Із закінченням війни Бичковський продовжив служити в 4-ї кавалерійської дивізії на посадах помічника командира і командира ескадрону 24-го Донського кавалерійського полку. У липні 1923 року був призначений на посаду начальника дивізійної кавалерійської школи молодшого командного складу, а в грудні — на посаду командира ескадрону 19-го кавалерійського полку.
У травні 1924 року Бичковський був звільнений в запас, проте в травні 1925 року був вдруге призваний до лав РСЧА .
Після закінчення в 1925 році партшколи 2-го ступеня в Петергофі служив в 23-му кавалерійському полку 4-ї кавалерійської дивізії на посадах командира взводу, помічника командира ескадрону, квартирмейстера полку і командира ескадрону. З 1929 року Бичковський в цій же дивізії виконував посаду командира і політрука ескадрону 20-го кавалерійського полку.
У 1930 році за відмінності в боях в Громадянській війні був нагороджений орденом Червоного Прапора.
У листопаді 1930 був призначений на посаду командира і воєнкома 24-го Донського запасного окремого ескадрону.
У червні 1931 року після закінчення кавалерійських курсів удосконалення командного складу РККА в Новочеркаську був призначений на посаду начальника штабу і тимчасово виконуючого посаду командира 20-го кавалерійського полку, з грудня 1933 року тимчасово виконував посаду командира 19-го кавалерійського полку, а в червні 1934 року був призначений на посаду командира 37-го кавалерійського полку (7-я кавалерійська дивізія).
У липні 1938 року Олександр Федорович Бичковський був заарештований, проте в листопаді 1939 року був звільнений і реабілітований. У грудні того ж року призначений на посаду начальника військово-господарської служби штабу 4-ї кавалерійської дивізії (Білоруський військовий округ), потім — на посаду помічника командира, а в січні 1941 року — на посаду командира 9-ї кавалерійської дивізії (Одеський військовий округ).

### Друга світова війна
На початку Другої світової війни дивізія під командуванням Бичковського в складі 2-го кавалерійського корпусу (Одеський військовий округ), а з 25 червня 1941 року — 9-ї армії (Південний фронт) брала участь в прикордонних боях, в ході яких вела оборону на східному березі річки Прут, а також відбивала наступ противника на північний захід від Кишинева. За відзнаку в цих боях 24 липня 1941 року Бичковськкому було присвоєно військове звання «генерал-майор», також він був нагороджений орденом Леніна.
У жовтні 1941 року Бичковський був призначений на посаду командира 6-го кавалерійського корпусу. У січні 1942 року корпус повинен був розвинути успіх, досягнутий військами 6-ї армії (Південно-Західний фронт) при прориві оборони противника на Красноградському напрямку, а потім увійти в тил Балакліївського угруповання противника, однак Бичковський вчасно не ввів корпус в прорив, ведучи бій з противником в районі населеного пункту Олексіївка. За невиконання бойового завдання Бичковський був відсторонений від займаної посади і призначений виконуючим посаду інспектора кавалерії Північно-Західного фронту.
У липні 1942 року був призначений на посаду заступника командувача 31-ї армії, яка брала участь в ході Ржевсько-Сичовської наступальної операції, а потім в обороні на Ржевському напрямку. У січні 1943 року генерал-майор Бичковський був спрямований на прискорений курс при Вищій військовій академії імені К. Є. Ворошилова, де 27 травня 1943 року був заарештований органами СМЕРШ і незабаром засуджений на 10 років ВТТ. Наказом ГУК НКО від 31 грудня 1943 звільнений з лав РСЧА по ст. 44, п. «В».

### Післявоєнна кар'єра
Постановою Ради міністрів СРСР від 12 квітня 1952 року Олександр Федорович Бичковський був позбавлений військового звання «генерал-майор», однак постановою Ради міністрів СРСР від 15 серпня 1953 року був повністю реабілітований, звільнений з місць позбавлення волі і відновлений у військовому званні.
У листопаді 1953 був направлений на вищі академічні курси при Вищій військовій академії імені К. Є. Ворошилова, після закінчення яких у лютому 1954 року був призначений на посаду помічника командувача військами по військово-навчальним закладам і члена Військової ради Сибірського військового округу.
Генерал-майор Олександр Федорович Бичковський в серпні 1960 року вийшов в запас. Помер 9 жовтня 1984 року в Києві. Похований на Байковому кладовищі.

## Нагороди
- Два ордена Леніна;
- Два ордена Червоного Прапора;
- Медалі.